# Brevipalpus celtis
Brevipalpus celtis är en spindeldjursart som beskrevs av Baker, Tuttle och Abbatiello 1975. Brevipalpus celtis ingår i släktet Brevipalpus och familjen Tenuipalpidae. Inga underarter finns listade.